# Eye Filmmuseum

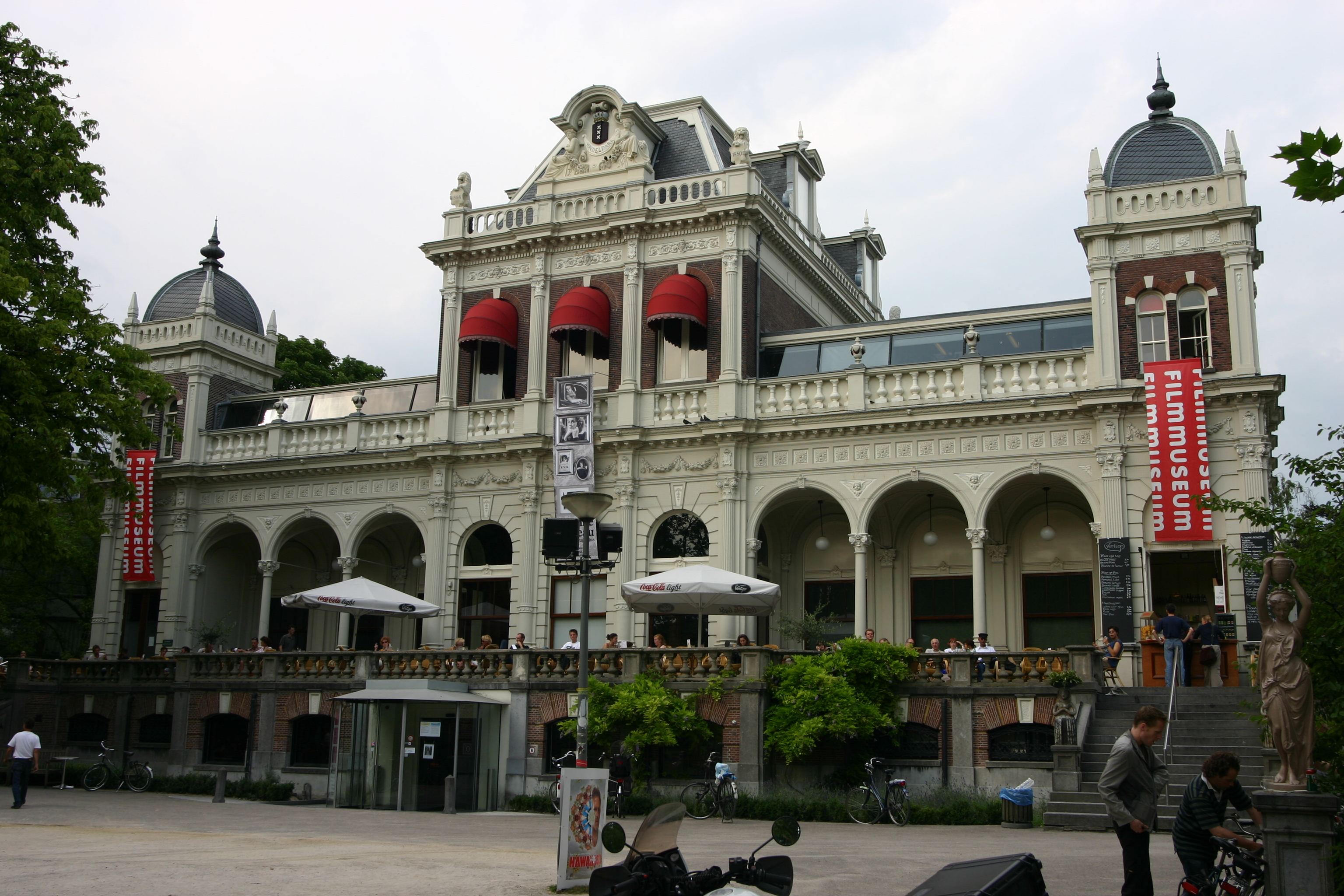
Het Vondelparkpaviljoen, waar het Filmmuseum van 1975 tot 2012 gevestigd was.

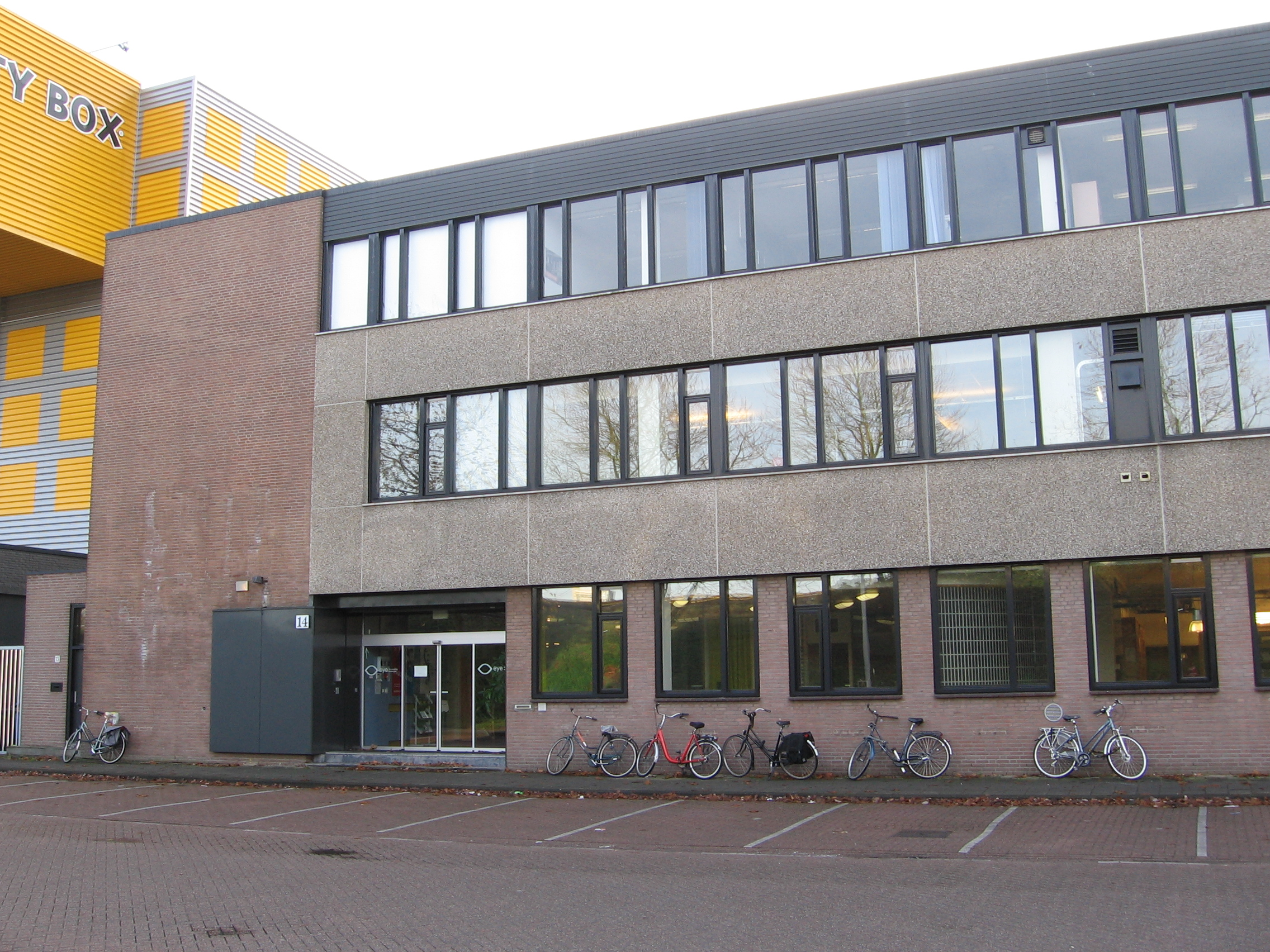
Voormalige Dependance Collecties, Overamstel.

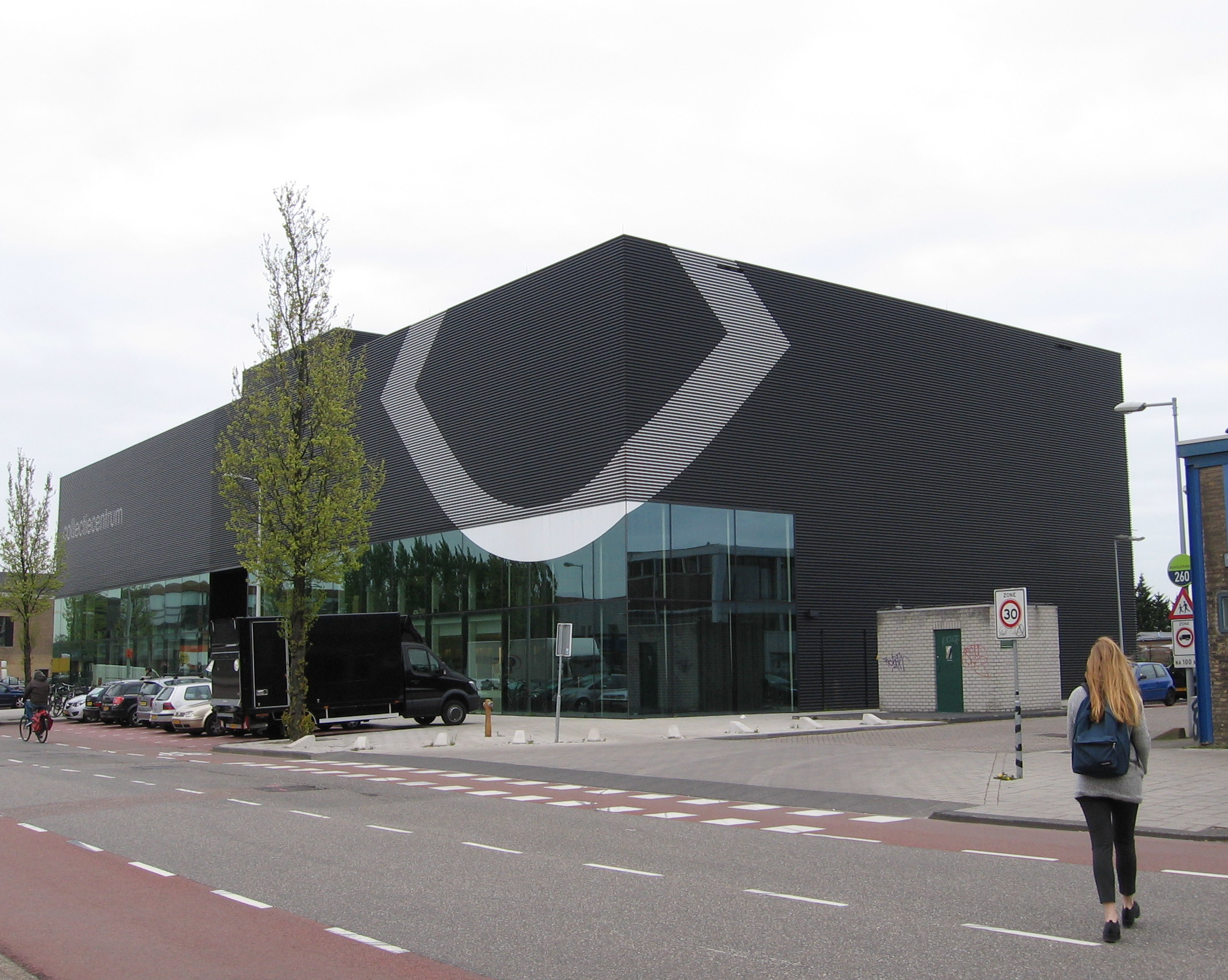
Collectiecentrum, Asterweg, Amsterdam, 2017

Eye Filmmuseum is een centrum in Amsterdam gewijd aan de cinematografie. Het gebouw staat tegenover het Centraal Station, aan de noordoever van het IJ, in de wijk Overhoeks (Amsterdam-Noord). 
Doelstelling van Eye is het behoud van het filmerfgoed voor toekomstige generaties, zowel Nederlandse films als buitenlandse films die in Nederland vertoond zijn. Het museum wil een levendige filmcultuur in Nederland bevorderen.
Regelmatig zijn er themaprogramma's waarin de filmgeschiedenis en hedendaagse cinematografische ontwikkelingen aan bod komen. Ook organiseert het museum jaarlijks festivals, theatrale familievoorstellingen en retrospectieven. Het treedt op als distributeur van klassieker films.
De naam van het instituut is een woordspeling op de vorm van het gebouw dat vanuit een bepaalde hoek aan een oog doet denken, het oog waarmee men naar een film kijkt (in het Engels eye) en de manier waarop Engelstaligen de Nederlandse IJ uitspreken.

## Architectuur
Eye heeft vier filmzalen en een tentoonstellingszaal van 1200 m² die gebruikt wordt voor tijdelijke tentoonstellingen en een tentoonstellingszaal van 600 m² die de vaste tentoonstelling huist. Er is ruimte voor educatieve activiteiten, een studio, een museumwinkel en een café-restaurant met terras. 
Het gebouw van Eye is ontworpen door de Oostenrijkse architecten Roman Delugan en Elke Delugan-Meissl van het Weense architectenbureau Delugan Meissl Associated Architects (DMAA) en werd op 4 april 2012 geopend. Bij het ontwerpen van het museumgebouw hebben de architecten zich laten inspireren door film als medium. Licht en beweging wordt door hen beschouwd als essentiële parameters van dit medium wat in het concept van Eye en de stedelijke toepassing van het gebouw is terug te zien.
Ook bij het ontwerp van het interieur van het gebouw stond het kruispunt van de creatieve disciplines film en architectuur centraal. Het uitzicht op het IJ kan door de grote trappen in de arena van verschillende zichtlijnen worden bekeken. De arena wordt verlicht door de Starbrick lampen van de Deense kunstenaar Olafur Eliasson.

## Geschiedenis
Het Historisch Filmarchief werd opgericht in 1946 door de directeuren van Kriterion Piet Meerburg en Paul Kijzer, David van Staveren en Felix Halverstad. Doel was het veilig stellen van het archief van De Nederlandsche Filmliga uit de jaren twintig. Dit werd ondergebracht in een kamer van het Kriteriongebouw. Vanaf 1947 had het archief een eigen directeur, Jan de Vaal, die in hoog tempo de collectie begon uit te breiden. Vanaf 1952 werden voorstellingen gegeven in het Stedelijk Museum. In dat jaar werd de naam veranderd in Nederlands Filmmuseum. Van 1975 tot begin 2012 was het museum gevestigd in het Vondelparkpaviljoen, waar ook de voorstellingen plaatsvonden. Het paviljoen werd onder de nieuwe directeur Hoos Blotkamp eind jaren tachtig grondig verbouwd, waarbij een van de filmzalen in 1991 werd voorzien van het interieur van Cinema Parisien. De andere taken van het museum, zoals filmarchivering en -conservering waren verspreid over verschillende locaties in Nederland; de huisvestingsproblematiek stond dan ook bijna voortdurend op de agenda.

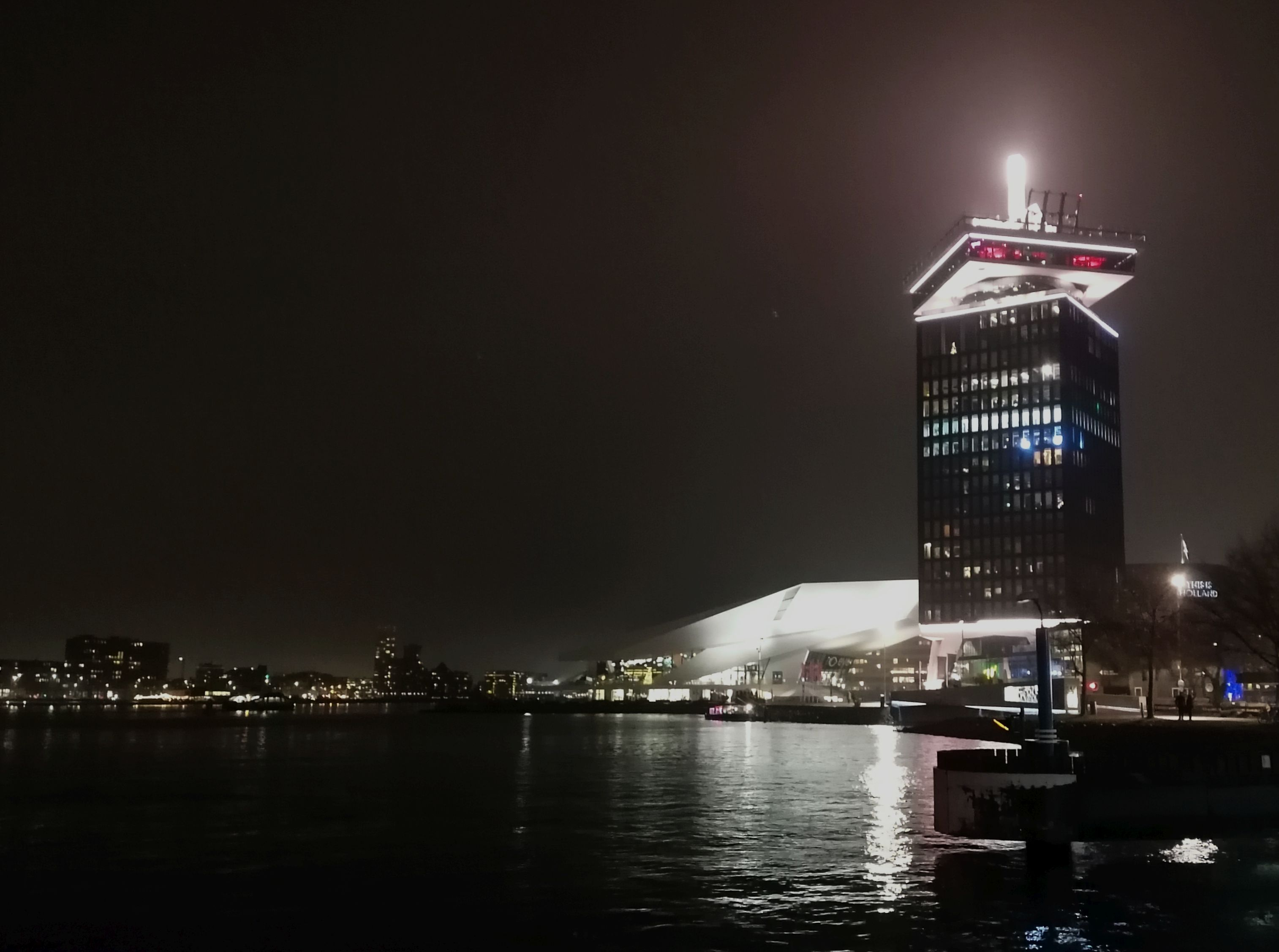
Het museum vanaf het IJ gezien, 's nachts.

Nadat de gemeente Amsterdam de huur van het Vondelparkpaviljoen verdrievoudigde, kwam directeur Blotkamp in 1999 met een ambitieus plan om het Filmmuseum samen met verwante instellingen als een 'museum voor beeldcultuur' in Rotterdam op de Kop van Zuid te huisvesten. De verontwaardiging in Amsterdam was groot; het plan werd door het toenmalige bestuur teruggedraaid en Blotkamp trad terug. Daarna werd uit drie opties gekozen voor nieuwbouw op de noordoever van het IJ. Het duurde meer dan tien jaar voordat het nieuwe gebouw kon worden gerealiseerd. In 2010 fuseerden het Nederlands Filmmuseum met Holland Film, Filmbank en het Nederlands Instituut voor Filmeducatie tot Eye Filmmuseum.
Op 8 januari 2012 vertrok het instituut uit het Vondelparkpaviljoen en op 4 april opende koningin Beatrix het nieuwe filmmuseum aan het IJ.  De opening werd gevierd met een officiële openingsceremonie, een lichtshow en een eerbetoon door de patrouilleboten van de waterpolitie. Na de openingsceremonie bezocht koningin Beatrix de openingsexpositie Found Footage: Cinema Exposed. Na de door koningin Beatrix bijgewoonde opening organiseerde Eye een festivalweek met voorpremières, een filmquiz, optredens, bijzondere gerestaureerde films en films met live muziek, dans of inleiding.
Sinds de opening onderhoudt het Nederlands Koningshuis een warme relatie met Eye. Zo bezocht Koningin Máxima op 24 juni 2021 het Eye filmmuseum en het Eye collectiecentrum ter ere van het 75-jarig bestaan. Afsluitend werd door Koningin Máxima het project Eye on Screens geopend. Tijdens Eye on Screens werden er gedurende twee jaar beelden uit de collectie van Eye vertoond op beeldschermen in de publieke ruimte.
In het eerste jaar ontving Eye meer dan 250.000 betalende bezoekers en werd er nationaal en internationaal aandacht geschonken aan Eye, bijvoorbeeld met een artikel in de The New York Times.
Eye heeft verschillende (inter)nationale gasten ontvangen waaronder de Zweedse actrice Anita Ekberg, de Griekse regisseur Yorgos Lanthimos, de Duitse filmregisseur Werner Herzog[2] en de internationaal bekroonde cameraman Hoyte van Hoytema.

## Collectie
Eye huisvest de grootste filmbibliotheek van Nederland. De collectie van het museum bestaat uit meer dan 63.000 films, 515.000 foto's, 62.000 affiches, alsmede scenario's, archieven van filmmakers en duizenden aan film gerelateerde objecten. De verzameling films omvat de hele filmgeschiedenis: van stille films uit het einde van de 19e eeuw tot hedendaagse producties en wordt verdeeld over negen depots en drie nitraatbunkers opgeslagen. De collectie, waaraan regelmatig Nederlandse maar ook buitenlandse titels worden toegevoegd, is de inspiratiebron voor de filmprogramma's en tentoonstellingen van het museum.
De Desmet-collectie werd in 2011 opgenomen in UNESCO's Lijst van het Wereldgeheugen (ook Werelderfgoedlijst voor documenten genoemd).
Toen in augustus 2013 vanwege het faillissement van laboratorium Cineco duizenden rollen met uniek Nederlands filmmateriaal dreigden te worden vernietigd, namen het Nederlands Instituut voor Beeld en Geluid en het Eye Filmmuseum het op zich om de filmblikken en negatieven te archiveren.
Eye won verschillende prijzen op het gebied van filmrestauratie en filmarchivering waaronder de Jean Mitry Award, de Film Preservation Honors, de Prix Henri Langlois en de San Fransisco Silent Film Festival Award.

## Depotgebouw
In Amsterdam-Noord is in 2016 een collectiecentrum gerealiseerd voor taken op het gebied van restauratie, conservering en onderzoek. Hierin zijn tevens het centrale depot en de bibliotheek opgenomen. Het gebouw biedt onderdak aan onder meer 210.000 acetaatfilms en 78.000 filmaffiches. De collectie van 35.000 brandbare nitraatfilms zijn om veiligheidsredenen verspreid opgeslagen in verschillende bunkers, waaronder een speciaal aangelegde bunker in Overveen, en tijdens de Tweede Wereldoorlog aangelegde kunstbunkers: de kunstbunker bij Castricum en de kunstbunkers bij Heemskerk. Van midden jaren tachtig tot de opening van het collectiecentrum werd ook Fort Zuidwijkermeer gebruikt voor de opslag van nitraatfilms.

## Film
Eye beschikt over vier filmzalen. In het Eye Filmmuseum wordt er naast digitale filmvertoningen ook analoge film op 35mm en 70mm vertoond. Zo vertoonde Eye als enige in de Benelux Quentin Tarantino’s The Hateful Eight op 70mm. Ook klassiekers  zoals Stanley Kubrick’s 2001: A Space Odyssey worden in Eye op 70mm vertoond. Eye neemt deel aan het samenwerkingsverband Cineville.

#### Eye Film Player
In januari 2021 introduceerde Eye een eigen streamingdienst: Eye Film Player. Deze heeft een ruim aanbod aan film uit de collectie van Eye en is wereldwijd toegankelijk. Het gaat om zowel Nederlandse als internationale titels, variërend van stille films en experimentele werken tot documentaires en speelfilms. De Eye Film Player vormt het digitale verlengstuk van het museum en richt zich op het zoveel mogelijk beschikbaar stellen van zeldzame, artistieke en gerestaureerde films buiten het museum om. Om deze reden kan vanuit het huis worden gestreamd zonder abonnement. Hierbij hoort onder andere de Desmet collectie die in 1975 in de handen kwam van het toenmalige Filmmuseum. Deze verzameling bestaat uit films en filmgerelateerde materialen die oorspronkelijk werden verzameld door de Belgische filmdistributeur en ondernemer Jean Desmet (1875-1956) de een cruciale rol in de verspreiding van films in Nederland speelde in de jaren 1910 en 1920. Het museum heeft het zich toegelegd op het toegankelijk maken van deze collectie, zodat er internationaal toegang is tot het filmerfgoed van de vroege 20e eeuw en de filmgeschiedenis zelf.

## Tentoonstellingen
Sinds de opening in 2012 heeft het Eye Filmmuseum het werk van toonaangevende kunstenaars binnen de (beeldende) kunst en film tentoongesteld.
Na de openingstentoonstelling Found Footage – Cinema Exposed waren er onder meer tentoonstellingen over Stanley Kubrick, William Kentridge, Hito Steyerl, Andrei Tarkovsky, Fiona Tan, Alex van Warmerdam en Paravel & Castaing-Taylor te zien.
Ter gelegenheid van haar 75 jarig bestaan in 2021 heeft het Eye Filmmuseum de online tentoonstelling Waiting for the Time to Pass geopend. Voor deze tentoonstelling stelde zeven kunstenaars waarmee Eye eerder tentoonstellingen heeft gemaakt een filmwerk ter beschikking om van 9 tot 19 maart 2021 vertoond te worden op het online streamingsplatform Eye Film Player.

#### Vaste tentoonstelling
In de permanente tentoonstelling Wat is Film? wordt de ontwikkeling van film met behulp van museumstukken uit Eye’s collectie en interactieve installaties gepresenteerd. De tentoonstellingsruimte heeft een oppervlakte van 600 m² en bevindt zich op de benedenverdieping van het museumgebouw. In de permanente tentoonstelling worden uit de collectie van Eye onder andere films vertoond van Bart Vegter en Joris Ivens en zijn er historische museumstukken te zien van bijvoorbeeld een 18e-eeuws diorama, een 19e-eeuws zoötroop en een eerste model van de iPhone met videocamera uit 2008. Bezoekers kunnen fragmenten bekijken uit de films in de collectie van Eye en een filmpje maken voor een green screen.
In december 2022 opende Eye de nieuwe interactieve installatie Film Catcher. In Film Catcher kunnen bezoekers door een tablet op een wand met bewegend beeld te richten de collectie van Eye doorzoeken en fragmenten bekijken. De films die onder andere deel uitmaken van Film Catcher zijn Het Zakmes (1992), de short movie Tulips (1966) en de experimentele film At One View van Paul en Menno de Nooijer.
Verspreid door het gebouw kunnen bezoekers kennismaken met film door (interactieve) kunstinstallaties zoals de installatie Body Paint van kunstenaar Memo Akten. Ook worden er affiches uit de 62.000 tellende affiches-collectie van Eye tentoongesteld in de gang naar Cinema 2, 3 en 4.

#### Tijdelijke tentoonstelling
De tijdelijke tentoonstellingen in de tentoonstellingszaal van 1.200 m² wisselt twee à drie keer per jaar. Noemenswaardige tentoonstellingen zijn Albert Serra – Liberté waarin de tentoonstellingsruimte werd omgebouwd tot een boslandschap, Paravel & Castaing-Taylor – Cosmic Realism die deel uitmaakte van de top 10 beste exposities van het voorjaar in 2024 en waarvan het werk werd omschreven als ‘pure ervaringskunst’ en Werner Herzog – The Ecstatic Truth waar eveneens als bij de tentoonstellingen Ivo Van Hove – All About Theatre and Film, Janis Rafa – Feed me. Cheat me. Eat me. en Jan Svankmajer – The Alchemist Wedding internationaal aandacht aan werd geschonken.

#### Eye Film & Art Prize
Sinds 2015 reikt Eye jaarlijks de Eye Film & Art Prize uit aan kunstenaars die in hun kunst de relatie tussen film en kunst onderzoeken. De internationale jury van de prijs bestaat uit invloedrijke spelers uit de wereld van de beeldende kunst en film. De inaugurele Eye Film & Art Prize werd gewonnen door Hito Steyerl. Steyerl werd in het juryrapport geprezen om haar essayistische manier van film maken waarmee ze reflecteert op de digitalisering in een globaliserende wereld. Andere winnaars van de prijs zijn onder meer Chia-Wei Hsu in 2024, Garrett Bradley in 2023 en Saodat Ismailova in 2022.
Naast een geldprijs van 30.000 euro die de prijswinnende kunstenaar krijgt voor ontwikkelen van nieuw werk worden de winnaars uitgenodigd om hun werk tijdens een tentoonstelling in het Eye Filmmuseum te exposeren. Dit kan een solotentoonstelling zijn zoals Saodat Ismailova – 18 000 Worlds of een gezamenlijke tentoonstelling, bijvoorbeeld de tentoonstelling Hito Steyerl, Ben Rivers, Wang Bing – Eye Art & Film Prize en de tentoonstelling Meriem Bennani, Khalil Joseph, Karrabing Film Collective.
Sinds 2023 wordt de Eye Film & Art Prize ondersteund door Ammodo.

## Educatie en Academische activiteiten

#### Educatie
Eye biedt educatieve programma’s aan met als doel om filmkennis onder kinderen en jongeren te vergroten. Per jaar worden er 19.000 scholieren verwelkomd in Eye. 

#### Netwerk Filmeducatie
Eye coördineert de organisatie Netwerk Filmeducatie om gezamenlijk het bereik van filmeducatie voor de klas te vergroten. Netwerk Filmeducatie organiseert focusgroepen en samenwerkingsprogramma’s. Netwerk Filmeducatie heeft lopende samenwerkingen met verschillende netwerkpartners waaronder NTR, het Nederlands Film Festival, IFFR, Cinekid, IDFA en ontwikkelde samen met de Nederlandse Filmacademie en de Breitner Academie de eerste post-hbo in film. De activiteiten van Netwerk Filmeducatie worden sinds 2019 ondersteund door het ministerie van Onderwijs Cultuur en Wetenschap.

#### Academische activiteiten
Op academisch gebied zet Eye zich in voor de ontwikkeling van filmwetenschap. Het academisch beleid van Eye is erop gericht om onderzoekers en studenten optimaal toegang te verschaffen tot de collectie en expertise binnen het filmarchief. Het professoraat van Eye wordt ingevuld door Giovanna Fossati. Fossati is sinds 2009 Hoofd Conservator bij Eye.
Eye heeft een lopende samenwerking met de Universiteit van Amsterdam (UvA). Eye en UvA participeren onder andere samen in verschillende nationale en internationale onderzoeksprojecten waaronder het door NWO gefinancierde Digital Humanities-onderzoeksproject Data Driven Film History: a demonstrator of Eye’s Jean Desmet Collection.
Eye heeft de leerstoel Filmerfgoed en Digitale Filmcultuur aan de UvA mede mogelijk gemaakt. Giovanna Fossati werd daarbij benoemd tot hoogleraar Filmerfgoed en Digitale Filmcultuur, de eerste in Nederland. Daarnaast richt de samenwerking zich onder meer op de openbare collegereeks This is Film! Film Heritage in Practice en de masteropleiding Preservation and Presentation of the Moving Image. De masteropleiding, waar Eye sinds 2003 bij betrokken is als medeoprichter en partner, telt inmiddels ruim 150 alumni die nationaal en internationaal werkzaam zijn bij musea en filmarchieven.
Jaarlijks organiseert Eye in samenwerking met de UvA en andere binnen- en buitenlandse partners de Eye International Conference. De conferentie wordt georganiseerd voor filmwetenschappers, archivarissen, curatoren en restauratoren en vindt plaats in Eye. Eye heeft een academische boekenserie Framing Film.

## Galerie Eye Collections
- The Adopted Brother van Christy Cabanne en D.W. Griffith. Stille film 1913. Speelduur: 10:41
- De bruid met de pruik, komische korte film. Speelduur: 16:18
- De Egyptenaar, komische korte film. (Nederlandse ondertiteling)
- Charlie in Turkey, stille tekenfilm door Pat Sullivan, 1916. Speelduur: 9:39
- Testvluchten met de helikopter Pescara 2R van Raúl Pateras Pescara. Stille film 1922. Speelduur: 1:25.
- Een kijkje in de dierentuin. Documentaire over dieren, 1922. Speelduur: 13:29

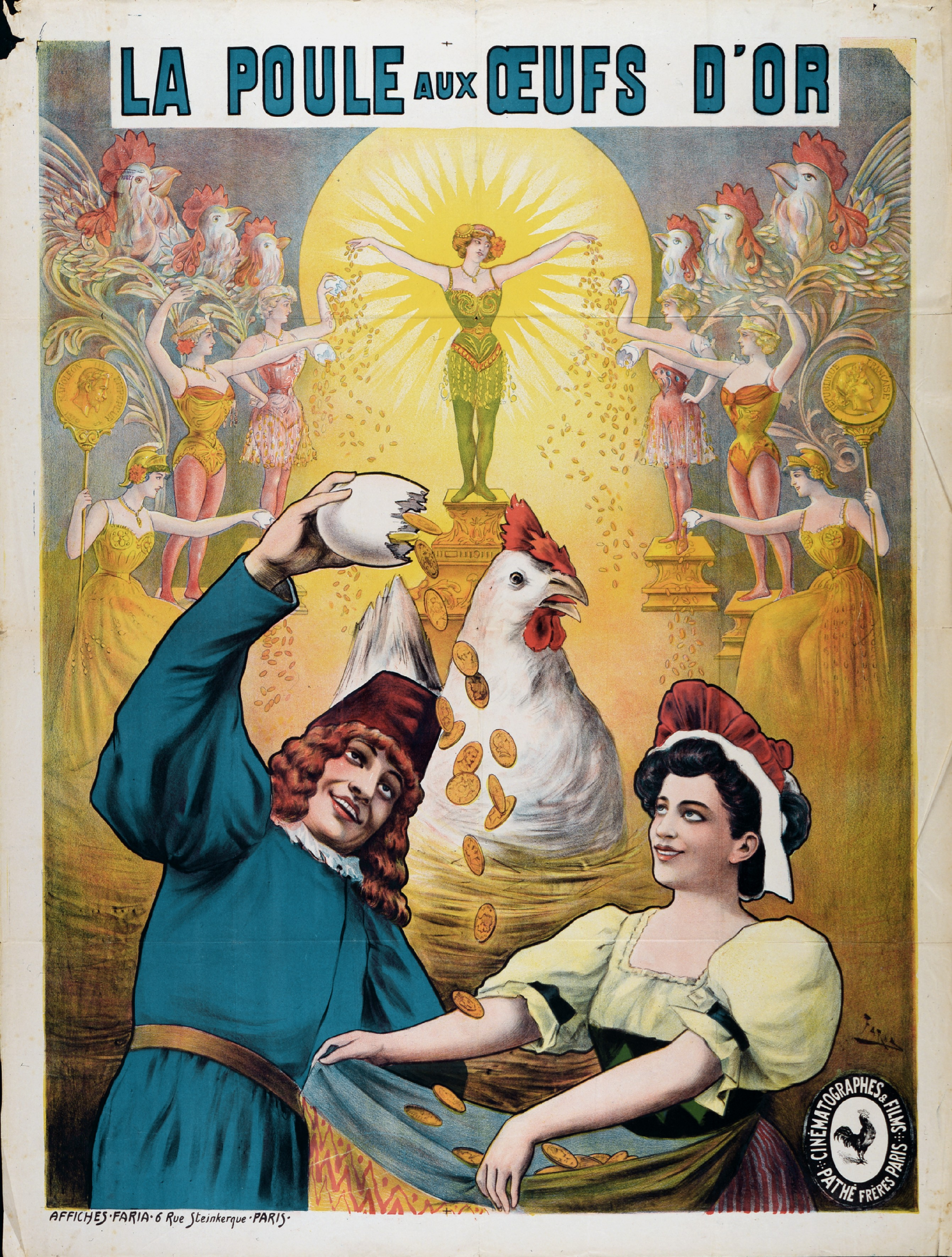
Cândido de Faria: Poule aux oeufs d'or, voor de film van Pathé Frères, 1905
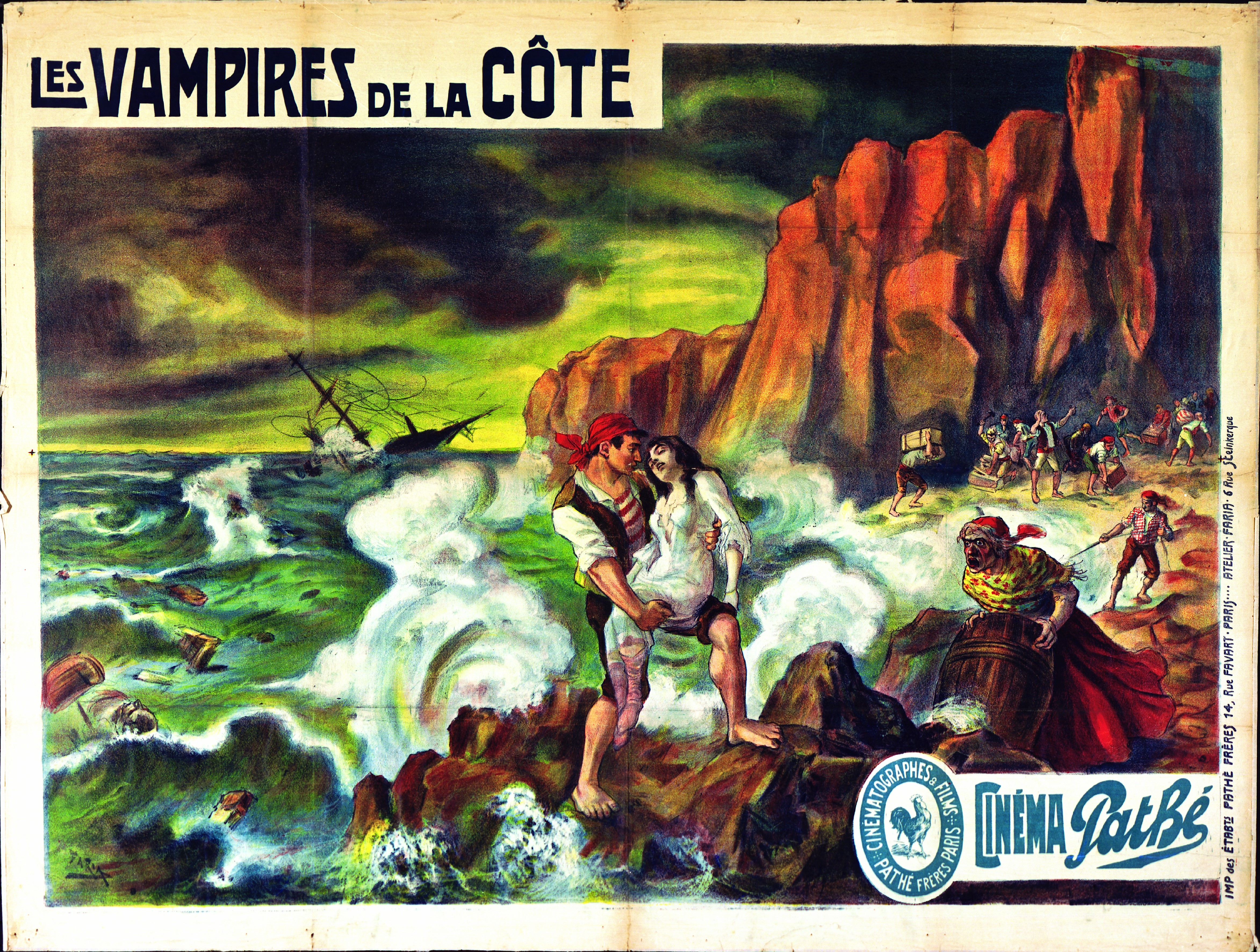
Cândido de Faria: Les Vampires de la côte, 1908
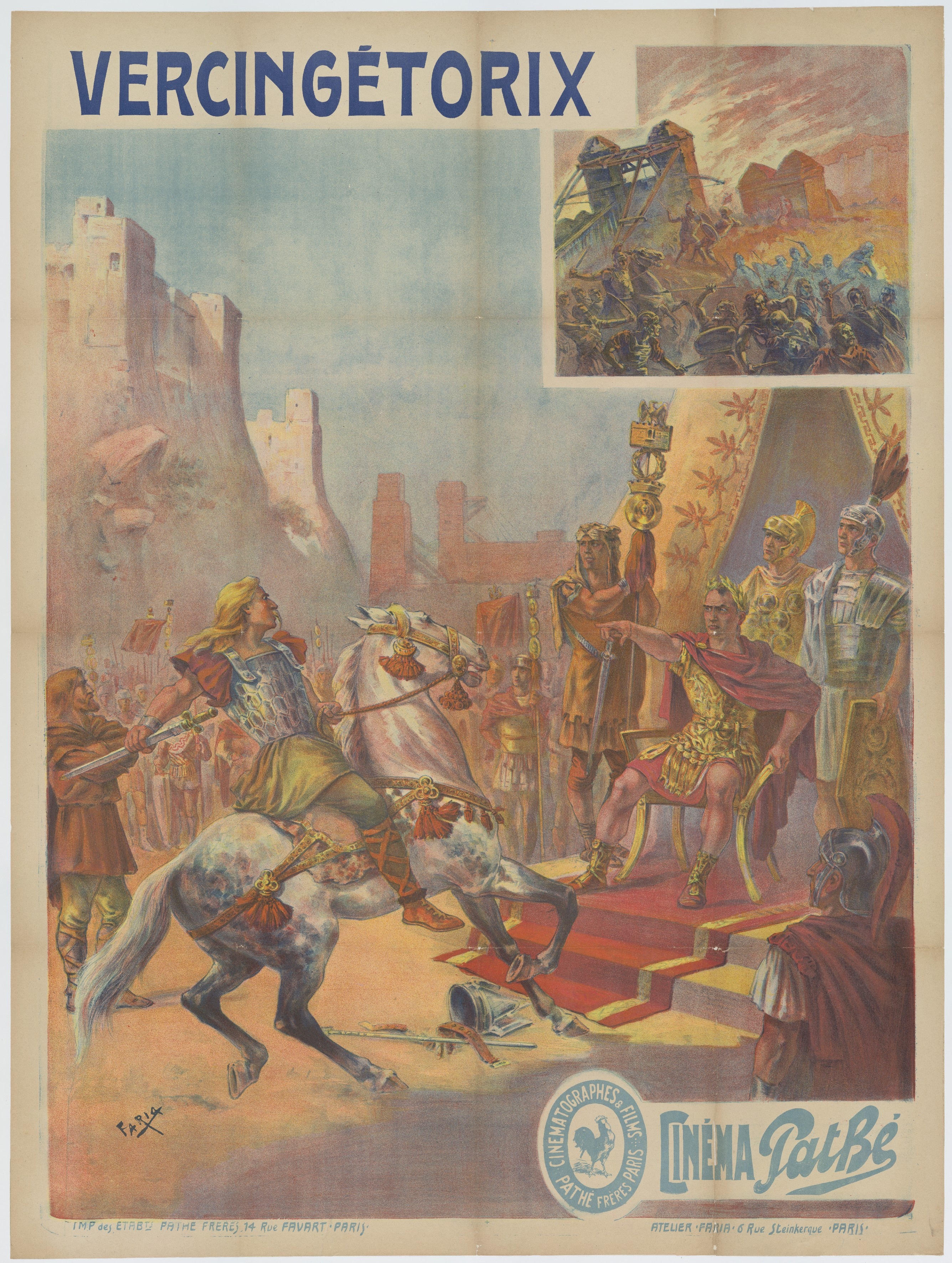
Cândido de Faria: Vercingétorix, 1909
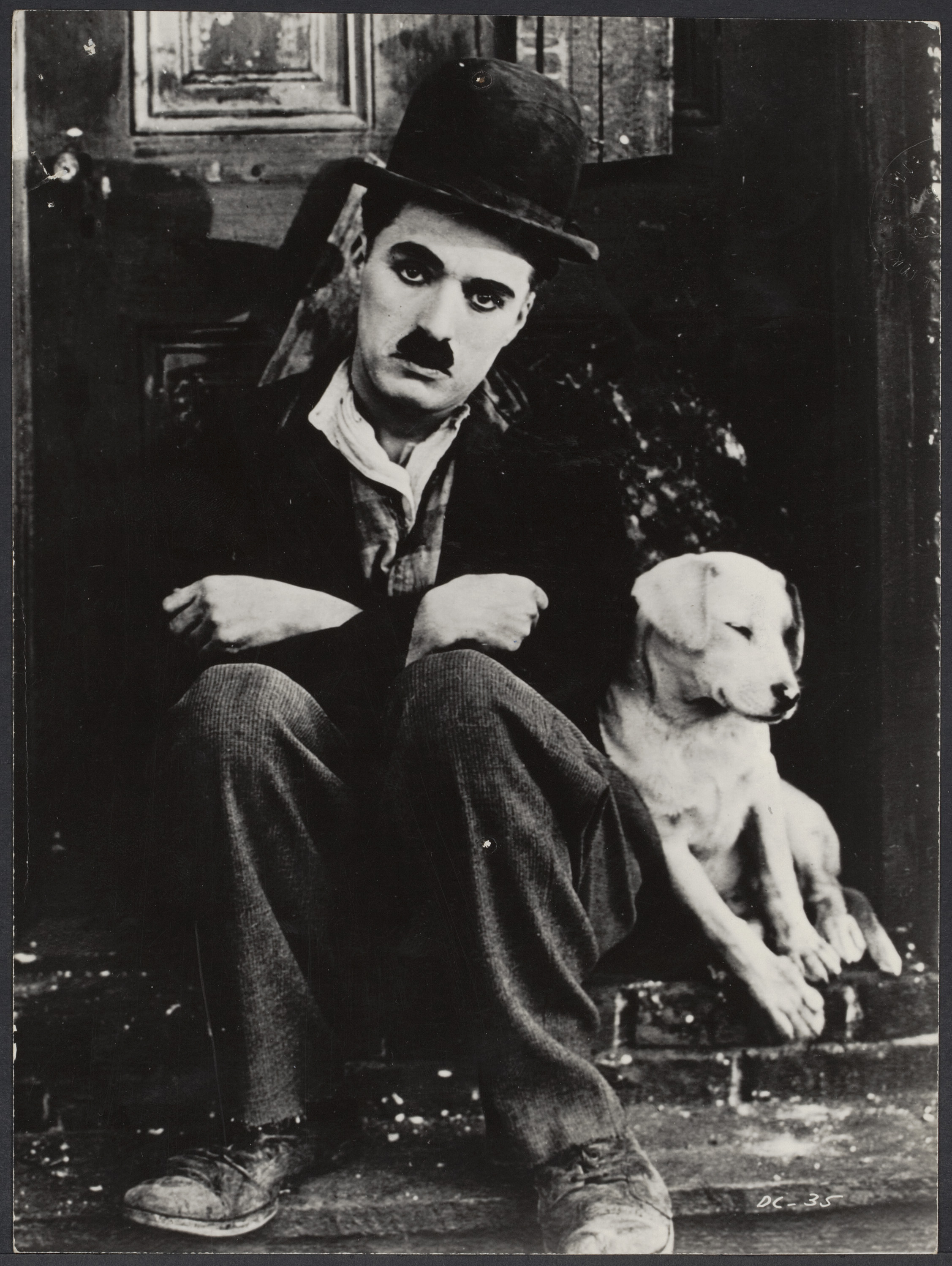
Filmfoto van Charlie Chaplin, A Dog's Life, 1918
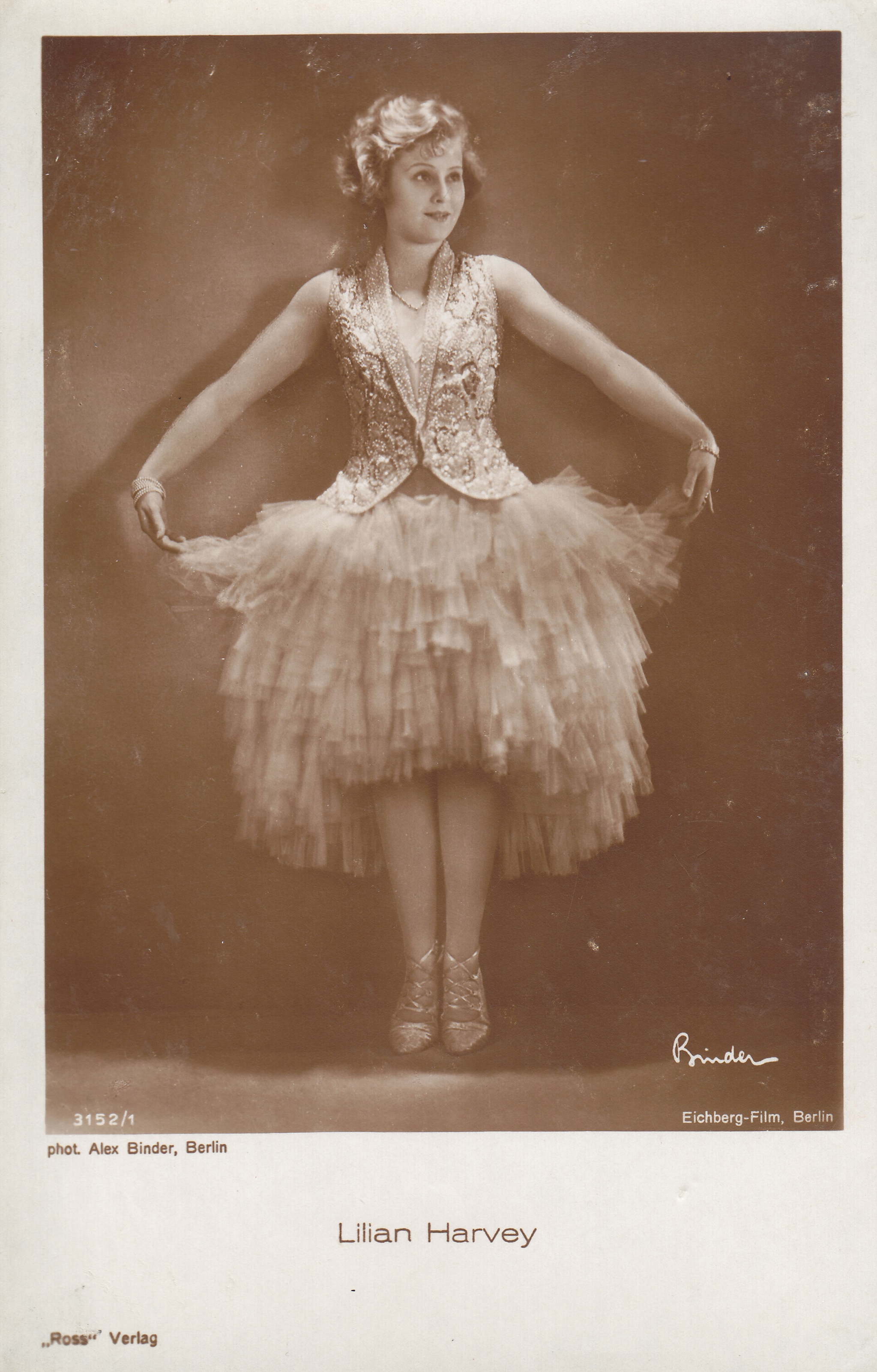
Filmster Lilian Harvey door Alexander Binder, jaren 1920
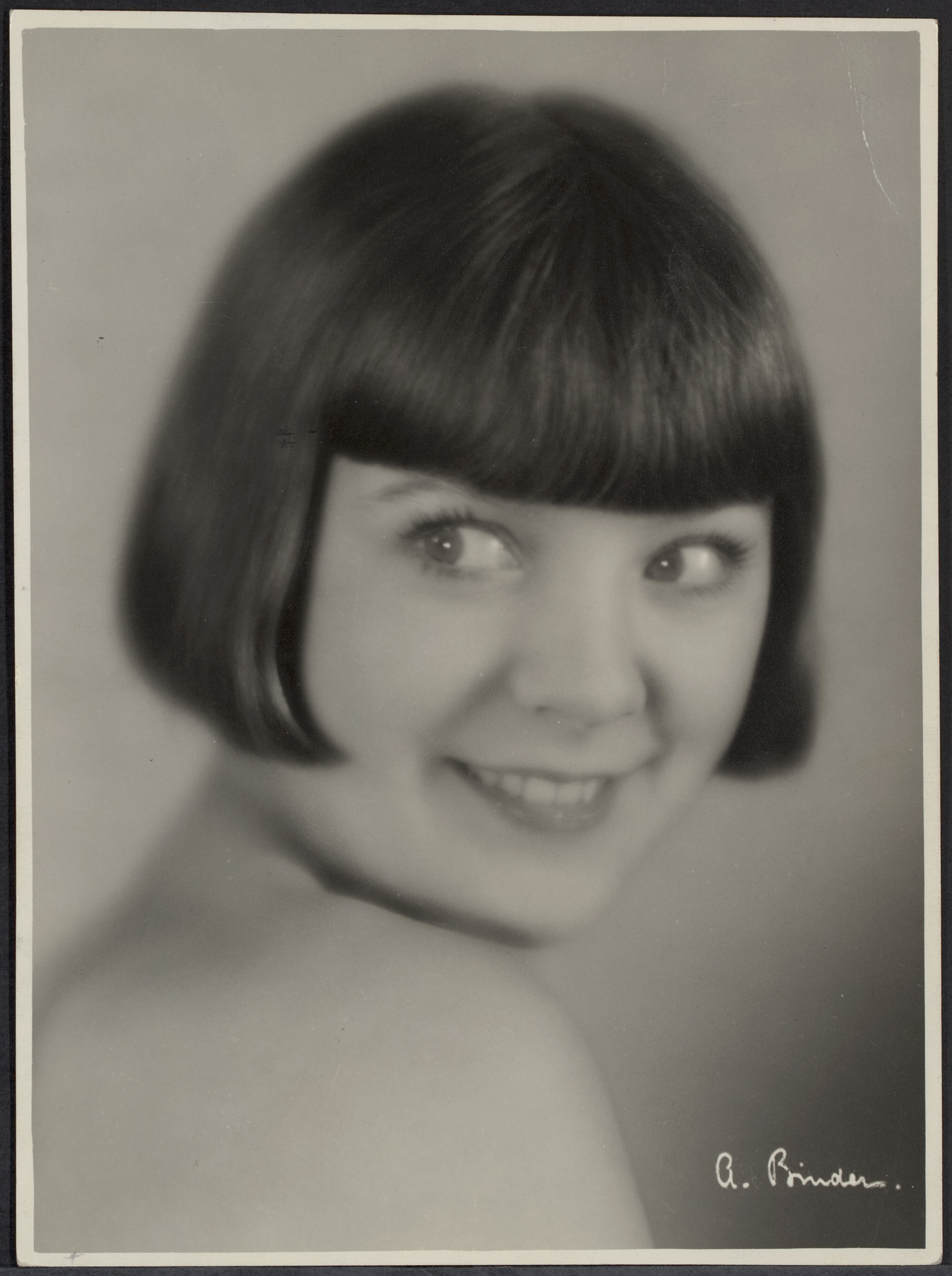
Filmster Truus van Aalten door Alexander Binder, jaren 1920
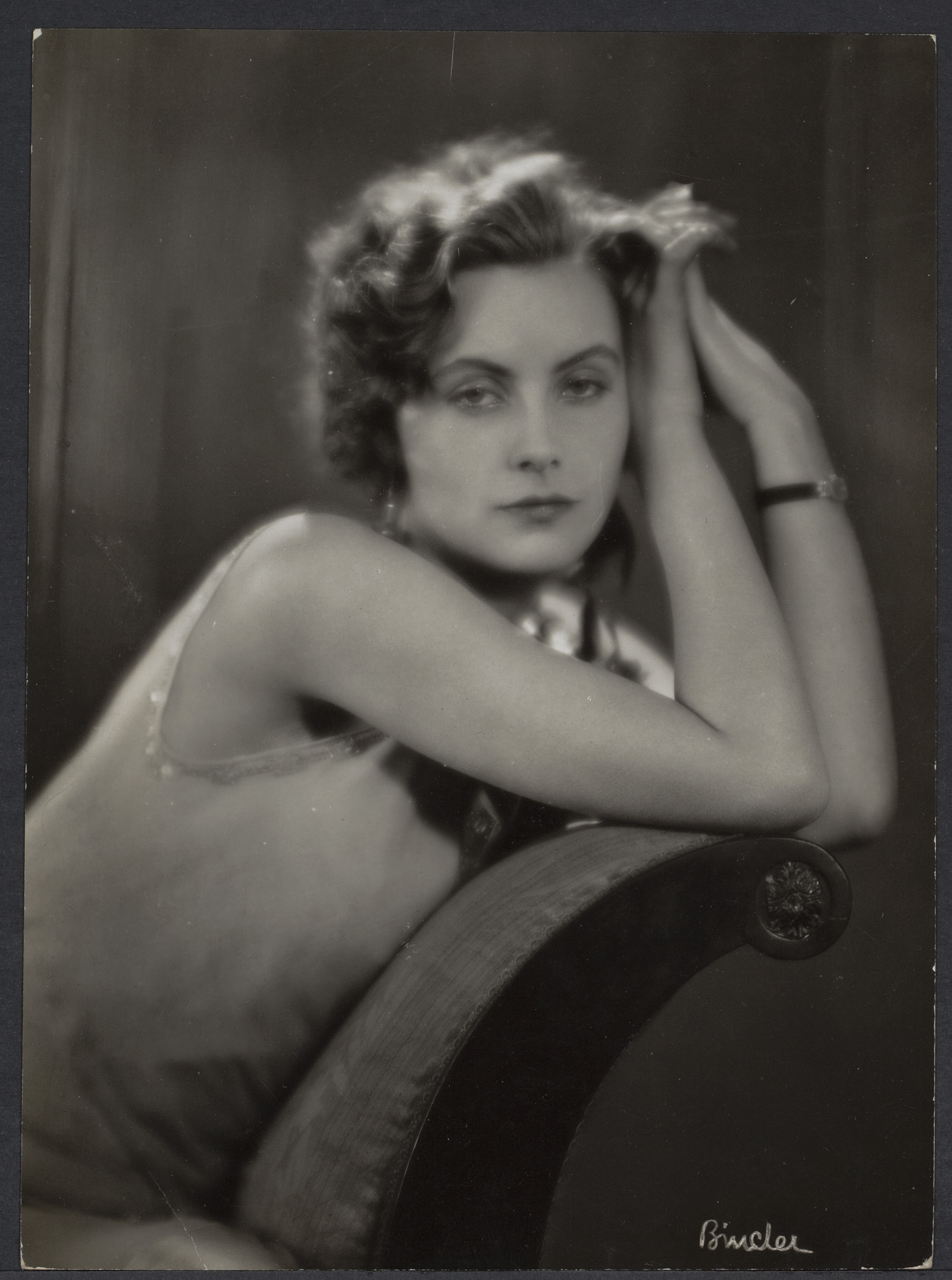
Filmster Greta Garbo door Alexander Binder, jaren 1920
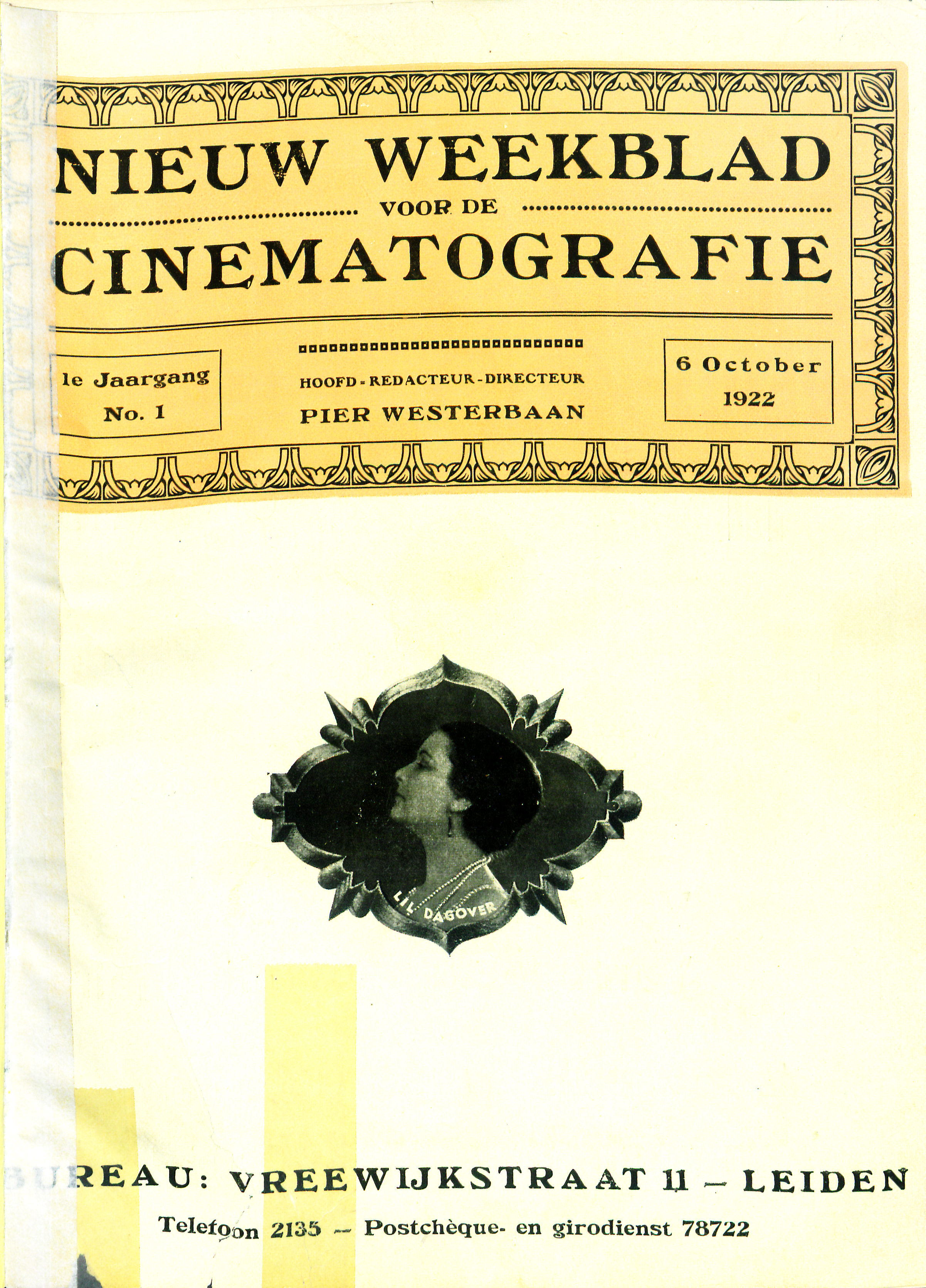
Vroeg filmtijdschrift Nieuw Weekblad voor de Cinematografie 1, 6 oktober 1922